# Hiéroglyphe égyptien E4
Le hiéroglyphe égyptien E4 (Hésat) est classifiée dans la section E « Mammifères » de la liste de Gardiner ; cet hiéroglyphe y est noté E4.

## Représentation
Il représente la déesse vache Hésat couchée, tenant un flagellum et portant entre ses cornes le disque solaire surmonté de plumes. 

## Utilisation
| H | z · zA | E4 |

| H | z · zA | E4 |